# 木佐貫真照
木佐貫真照（きさぬき　まさあき、1946年8月16日 - ）は、日本の作家。日本のヤクザ。ノンフィクション作家。フリーライター。鹿児島県桜島出身。大阪市西成区在住。薬物依存者更生支援団体『日本達磨塾』代表 (薬物依存者更生支援、青少年育成支援、人権・同和問題支援、ボランティア促進会団体) 。六代目山口組三代目弘道会野内組権太会最高顧問。

## 略歴・人物
15歳で佐世保初等少年院に送致され、福岡中等少年院、佐賀少年刑務所と送られ、18歳で地元組織の一員になる。22歳の時、大阪に出て尼崎の独立組織「関西護国団」谷田哲雄団長の舎弟となり、29歳で組織の若頭になる。同時に、自らも大阪の上本町6丁目に「木政興業」を設立。その後、昭和58年には淀川区十三本町に「亜城総業」を設立する。
昭和60年6月までの約10年間「関西護国団」を若頭の地位で束ねた。その後、副団長となるも、銃刀法違反、薬取締法違反、覚醒剤取締法違反等で刑務所入りを繰り返し、平成9年8月には懲役4年6ヶ月の判決を受け、秋田・青森刑務所で満期出所。五代目山口組系山健組内太田興業・太田守正氏の舎弟となり、大阪市浪速区大国町に「木佐貫興業」を設立。覚せい剤密売を始めて40年あまりで200キロ近い量の覚せい剤をさばき「シャブ極道」として名を馳せる。前科12犯、服役年数累計30年の犯歴になる。
平成13年2月、無免許運転で逮捕され、懲役2年6ヶ月の刑期を受け、神戸刑務所に服役。服役中に執筆した『実録シャブ屋』の出版が元で組織を破門された。平成15年8月の出所後、北関東の栃木県佐野市に移住し、政治結社「大日本貫勇塾」を設立。右翼活動をしていたが諸々の事情で解散。平成18年9月、大阪に戻って暮らす。平成19年3月道交法、業務上過失致死罪で懲役5年の刑期を京都、横浜刑務所で服役。平成24年6月満期出所した。
現在は大阪市内に在住し、贖罪の意味を込めて、薬物に関する講演活動や執筆活動を行うとともに、薬物依存者更生支援団体「日本達磨塾」を設立して活動中である。
「日本達磨塾」の塾長を後任に譲り、六代目山口組三代目弘道会野内組権太会の最高顧問に就任し渡世に復帰した。

## 著書
- 『シャブ屋』ぴいぷる社 1993年10月01日
- 『実録シャブ屋（Ⅰ）』ぴいぷる社 2000年02月
- 『実録シャブ屋（Ⅱ）ふたたび』ぴいぷる社 2001年06月
- 『実録シャブ屋（Ⅲ）みたび』ぴいぷる社 2003年03月
- 『改訂版　実録シャブ屋』洋泉社 2007年07月
- 『シャブ屋の懺悔 西成密売四十年』KADOKAWA 2018年08月27日
- 『浪花のシャブ外道』徳間書店　2020年02月28日

## コミック
- 『実録シャブ屋』（めちゃコミック／2020年6月5日配信開始）

## 書籍・雑誌への寄稿
- 元シャブ屋激白！「ヤクザとクスリと芸能界汚染」（週刊大衆 2019年 6/24号／2019年6月10日）

## 番組出演
- 「Newsな２人」（TBS）2018年5月,6月,8月,2019年1月,8月
- 「Abema TIMES」 2018年10月
- 「田村淳の地上波ではダメ！絶対！」 2018年11月15日,11月29日,12月13日
- 「千原ジュニアのダラケ！」2019年4月
- 「日曜報道 THE PRIME」」2019年5月26日
- 「Abema Prime」 2019年11月7日
- 「ミント！スペシャル　真相Ｒ特別編２０１９」2019年12月31日 17:00 MBSテレビ
- 「ヤクザ・サーガ」VICE＆Amazon Audible　2020年9月
- 「シャブ屋の懺悔 中毒者の闇」2021年5月 ABCテレビ報道

## 講演・舞台出演
- 釜ヶ崎再生フォーラム　定例「まちづくりひろば」　西成市民会館　2014年7月8日
- アウトロー作家大競演「ヤクザ・歌舞伎町・ドラッグの最前線」（新宿歌舞伎町ロフトプラスワン）2019年5月29日
- 元刑務官vs元暴力団　刑務所とシャバの暮らし（大阪ロフトプラスワン／元刑務官の坂本敏夫氏とのトークショー）2020年1月20日